# اليورانيوم في البيئة
اليورانيوم في البيئة يشير إلى علم مصادر والسلوك البيئي، وآثار اليورانيوم على البشر والحيوانات الأخرى. اليورانيوم مشع ضعيف بسبب فترة عمر النصف الطويلة (4.468 بليون سنة لليورانيوم 238). فترة عمر النصف البيولوجي لليورانيوم (متوسط الوقت الذي يستغرقه جسم الإنسان لإزالة نصف الكمية من الجسم) هو حوالي 15 يوما. يمكن أن تتأثر وظائف الكلى، والمخ والكبد والقلب، والعديد من الأنظمة الأخرى عند التعرض لليورانيوم وذلك لأن اليورانيوم معدن سام. واستخدام اليورانيوم المنضب (DU) في ذخائر مثير للجدل بسبب تساؤلات حول الآثار الصحية المحتملة على المدى الطويل.

## وجوده في الطبيعة

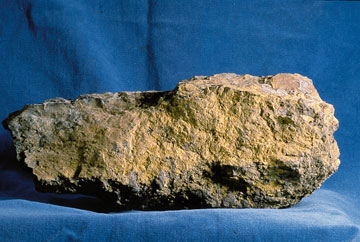
خام اليورانيوم

اليورانيوم هو عنصر طبيعي يوجد في مستويات منخفضة في كل الصخور والتربة والمياه. وفقا للجنة الأمم المتحدة العلمية المعنية بآثار الإشعاع الذري يبلغ التركيز الطبيعي لليورانيوم في التربة هو 300 ميكروغرام / كغ إلى 11.7 مغ / كغ.
ويعتبر اليورانيوم أكثر وفرة من الانتيمون والكادميوم والبريليوم، والذهب والزئبق والفضة، أو التنغستن، وهو وفير بدرجة الزرنيخ والقصدير أو الموليبدينوم. يوجد اليورانيوم في العديد من المعادن بما في ذلك اليورانينايت (خام اليورانيوم الأكثر شيوعا) والأوتونايت والتوربرنايت والكوفنايت واليورانوفين.
مياه البحر تحتوي على ما يقرب من 3.3 أجزاء من البليون من اليورانيوم من حيث الوزن (3.3 ميكروغرام / كغ). وقد اعتبر استخراج اليورانيوم من مياه البحر كوسيلة من وسائل الحصول على هذا العنصر.

## تأثيره الصحي
الجهاز الأكثر تضررا من اليورانيوم هو الكلى. وتفرز أملاح اليورانيوم القابلة للذوبان في البول. وفي حالة التعرض المزمن، يتراكم القليل من اليورانيوم في الكلى . وقد حددت منظمة الصحة العالمية كمية يومية من أملاح اليورانيوم القابلة للذوبان للجمهور العام من 0.5 ميكروغرام / كغ (أو 35 ميكروغرام للبالغ وزنه 70 كغ) حيث أن التعرض لهذه الكمية لا يؤدي إلى أي تلف ملحوظ في الكلى.
الترياق لليورانيوم في البشر هو بيكربونات، حيث أن اليورانيوم (IV) يتحد مع مجموعة الكربونات.